# 1513 en musique classique
| \| • Retour à la chronologie générale de la musique classique • \| |
| Grèce • Rome • Haut Moyen Âge • VIIIe siècle • IXe siècle • Xe siècle • XIe siècle XIIe siècle • XIIIe siècle • XIVe siècle • XVe siècle • XVIe siècle • XVIIe siècle XVIIIe siècle • XIXe siècle • XXe siècle • XXIe siècle |
| • Retour à la chronologie générale de la musique classique • |

| Années en musique classique : 1510 - 1511 - 1512 - 1513 - 1514 - 1515 - 1516    |
| Décennies en musique classique : 1480 - 1490 - 1500 - 1510 - 1520 - 1530 - 1540 |

## Événements
- Le pape Jules II organise la Cappella Giulia.

## Naissances
- 14 février : Domenico Ferrabosco, compositeur et chanteur italien († février 1574).

## Décès

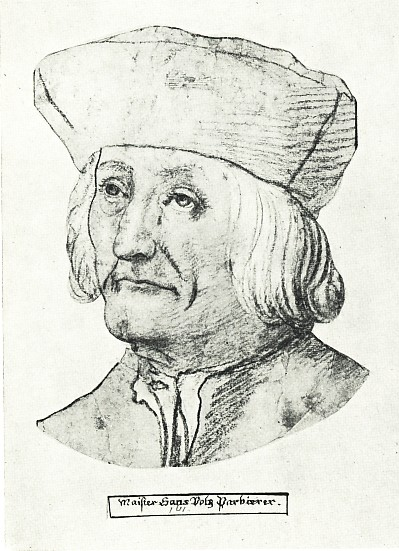
Hans Folz; Dessin de H. Schwarz, v. 1520.

- janvier : Hans Folz, meistersinger (° vers 1435/1440).